# 欧战纪念碑
欧战纪念碑，因其顶部雕像故又称为“胜利女神像”，是上海公共租界和法租界当局为纪念第一次世界大战中死难的上海侨民而兴建的纪念性建筑。纪念碑位于上海公共租界和法租界交界的爱多亚路黄浦滩边（即今延安东路外滩）。1924年纪念碑落成，此后纪念碑成为上海外滩的标志性建筑物。因其规模宏大，也被称为“上海第一碑”。1941年，太平洋战争爆发，日军进驻租界，纪念碑遂遭破坏。

## 历史

### 起因

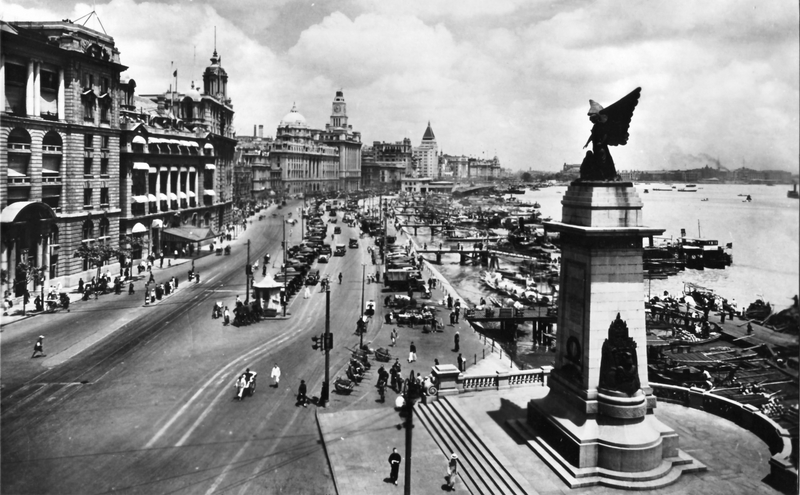
1928年的外滩，右侧即为欧战纪念碑

上海自开埠以后，因位于最富庶的江南地区，同时加上英法美等势力的进入，城市迅速发展，成为中西文化的交流融合之地。随之而来的是旅沪欧美各国侨民的快速增长。1914年，第一次世界大战爆发，旅沪欧美青年侨民纷纷启程回国参战，其中不少人牺牲在战场，再也没有回到上海。
同时，西方文化一般有以雕塑艺术以表纪念的传统。在第一次世界大战以后，取胜的协约国为纪念无数牺牲在战争中的将士，欧美的大小城镇纷纷树碑立像。在东方的上海、香港、天津等西方势力主导的城市中，为纪念那些牺牲的侨民，也同样开始兴建纪念建筑物。由于东方远离战场，因此在大战还在进行的时候，便有人呼吁要纪念那些战死将士。早在1917年，上海英国商会便向公共租界工部局提议，要求建立一座纪念碑以纪念从上海出发的英、法、俄、意等国阵亡侨民，并提议在公共租界和法租界的接壤处爱多亚路江边建造这一纪念碑。公共租界方面对此议极为赞同，但因涉及法租界方面，所以需要得到他们的同意。随后上海英国商会向上海法国商会传递这一信息，并由法国商会向法租界公董局提议。公董局获悉此议案后深表赞同，尤其认可纪念碑所选择的位置。

### 建造
1918年，第一次世界大战结束，上海租界方面成立欧战战事纪念委员会。1920年，委员会确定遵循前议，并下设纪念碑委员会，以促成此事的完成。纪念碑委员会成立后，首先是确定纪念碑的形式。当时存在两种不同的意见，有人希望建成具有实用性质的纪念建筑，例如内部可作观光、展览等用途。而另一种意见则是希望建造一座单纯的高大辉煌的纪念碑。经委员会征求意见后，决定采用第二种主张。
确定完形式以后，纪念碑的设计样式被纳入议程。当时，委员会通过有奖征集的方式，向上海乃至世界各地征求主体式样，奖金最高达到白银750两。最终，委员会采纳马海洋行提交的设计，即在高大石碑上设立一座胜利女神铜像，寓意世界永久之和平。
整个建造过程首先需要加固以承载巨大碑体和青铜像的地基，其次作为配套工程，还需要整修沿江码头、江堤。到1923年，除胜利女神像以外，碑体、地基、江堤等主体和配套工程基本完成。1924年初，由海外铸造的胜利女神的青铜像运抵上海，并完成最终的装配工程。至此，公共租界与法租界当局对外宣布，于2月16日举行正式的揭幕典礼。

### 揭幕

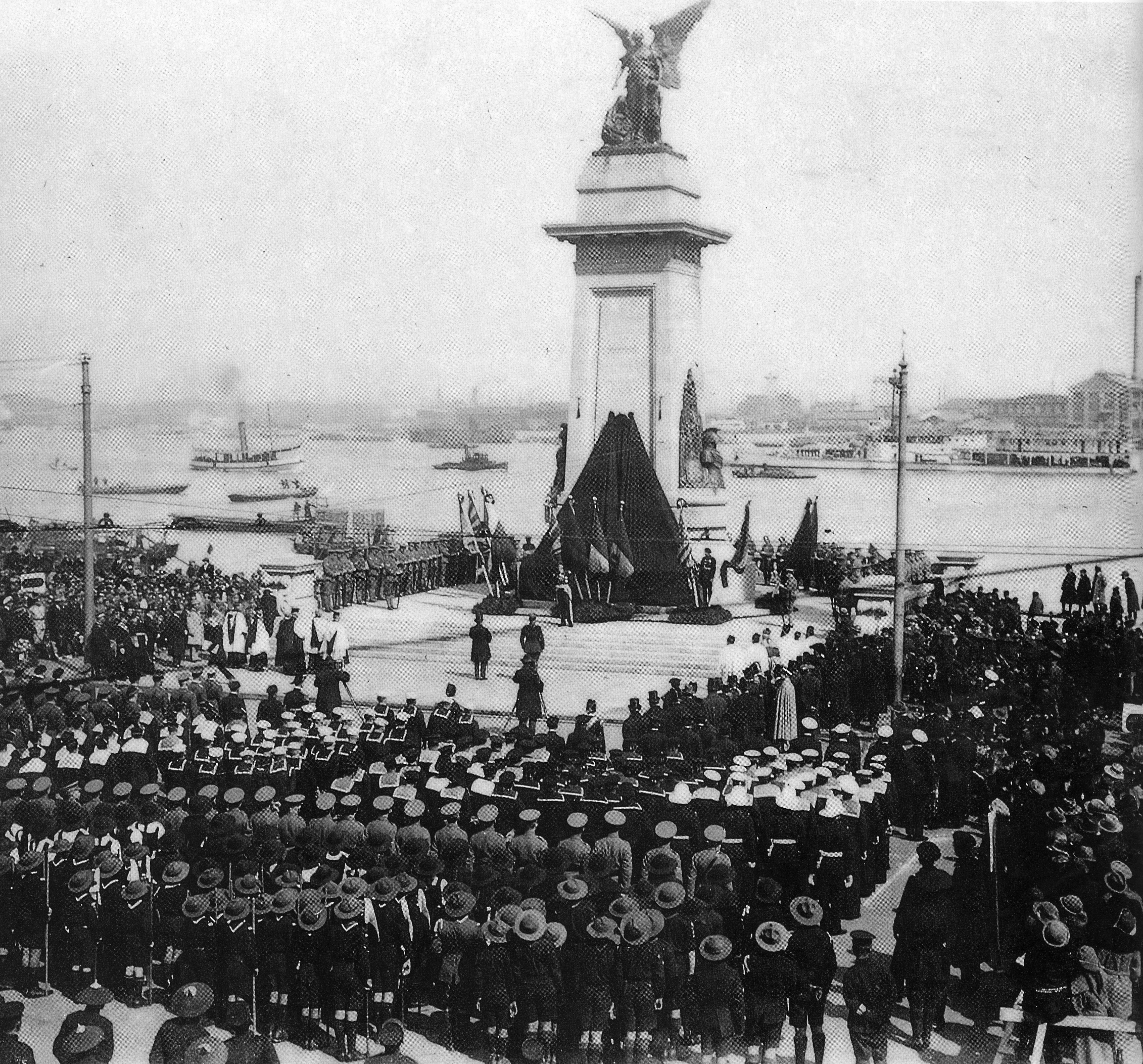
1924年2月16日，欧战纪念碑揭幕典礼

1924年2月16日早晨，近万上海市民涌入外滩地区，从法租界大马路（即今金陵东路）到公共租界广东路，两租界当局对交通进行临时管制。仪式举行前，参战士兵、万国商团团员、巡捕、童子军代表在纪念碑前就位。万国商团军乐队和法军军乐队陈列于纪念碑两侧。松沪护军使何丰林和北洋政府特派江苏驻沪交涉员等中方官员和各国驻沪领事团也都参加揭幕典礼，并在贵宾席就位。
正午12时，揭幕典礼正式开始。首先由纪念碑委员会的负责人庇亚逊爵士和时任上海领事团领袖领事的意大利驻沪总领事分别致简短的开幕词。随后，由庇亚逊爵士前导，意大利总领事为纪念碑揭幕。外滩观礼人群随即欢呼雀跃，此时万国商团军乐团奏乐，随后牧师开始为阵亡者举行祷告仪式。祷告完毕时，停泊于黄浦江上的军舰鸣礼炮。在法军军乐团伴奏下，各国领事、参战士兵代表、租界当局代表依次向纪念碑敬献花圈。最后，工部局总董与公董局总董发表演讲，礼成结束。

### 结局

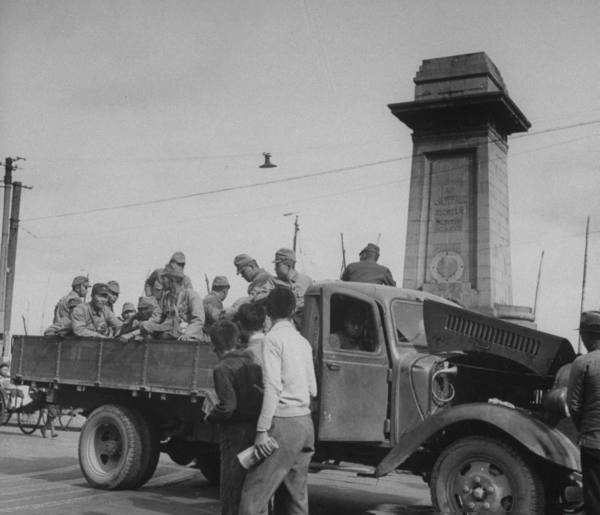
1945年时的欧战纪念碑

1941年12月，太平洋战争爆发，日军迅速进入苏州河以南的公共租界中区和西区。随后，日军当局开始在市内拆除欧美色彩的各类纪念物，例如赫德铜像等。欧战纪念碑带有极为浓重的欧美色彩，因此也成为此次破坏对象之一。日军拆除了顶部的青铜女神像，将碑座基部两侧的青铜装饰熔化，同时将纪念碑表面文字一概磨平。
至于被拆下的胜利女神像，目前存在两种观点，一种认为女神像与青铜装饰已经一同熔化。而另一种则认为，女神像并未遭到破坏，战后由日军移交给了英国总领事馆，但重置的资金耗费巨大且正值战后國際政局動盪，經濟壓力大，所以女神像也未能重新被装回。

### 後續
為了拍攝電影太陽帝國，紀念碑作為道具而重建，現在此道具放置在上海影視樂園中。

## 建筑细节

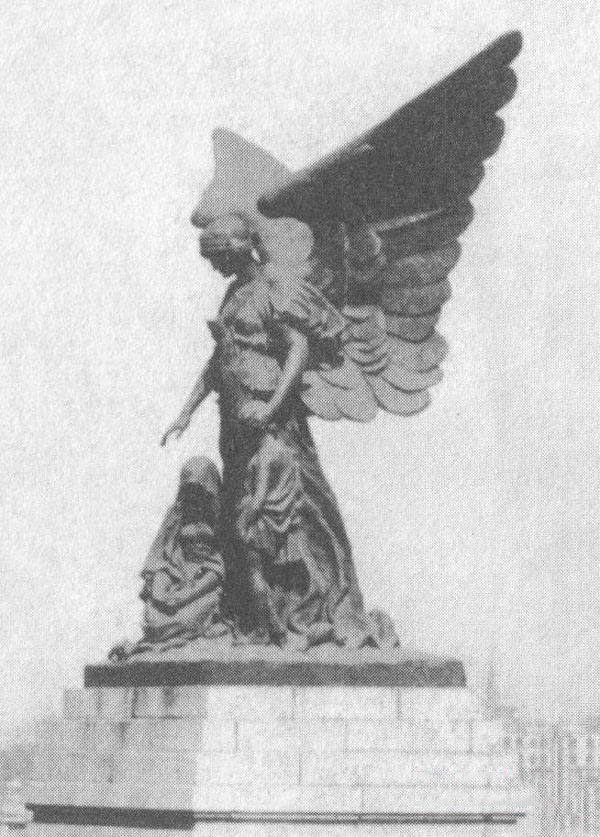
欧战纪念碑顶端的铜像

纪念碑碑身采用花岗岩建造。纪念碑碑身顶部以包括中国在内的战胜国国旗做浮雕装饰环绕一圈，中部为空心。碑身正面镌刻在战争中死难的上海侨民的名字，碑体背面则书“功炳欧西，名留华夏”八个大字。碑身南北两侧装饰有青铜铸造的盔甲、盾牌等传统战争武器和装备。碑身最顶端，为青铜材质的胜利女神像。女神右手一侧为一位丧子的母亲，左手一侧为一名孩子，女神背插双翅，俯首抚慰这两人。